# Leptanilloides golbachi
Leptanilloides golbachi (Kusnezov, 1953) è una formica della sottofamiglia Dorylinae.

## Descrizione
La specie è conosciuta solo attraverso individui maschi.

## Biologia
Presentano abitudini sotterranee.

## Distribuzione e habitat
È segnalata solo in Argentina e Brasile.